# Prémissaire
Le prémissaire, sous l’Ancien Régime, était le prêtre chargé de la première messe. Souvent, il s'occupait aussi de l'enseignement aux enfants.
Vice-curé d'une paroisse,  le mot prémissaire vient du latin primissarius, il est appelé également grand-coûtre